# Eve Teschmacher
Eve Teschmacher è un personaggio immaginario creato da Richard Donner e Mario Puzo, comparsa in vari media inerenti Superman. Compare per la prima volta nel film Superman (1978), mentre la sua prima apparizione nel mondo dei fumetti avviene in JLA: Earth-2 (Vol. 1) n. 1 (settembre 2000), creato da Grant Morrison (testi) e Frank Quitely (disegni).
Assistente personale ed occasionalmente interesse amoroso di Lex Luthor, a seconda degli autori Eve Teschmacher è stata raffigurata sia come stereotipata bellezza svampita che come abile manipolatrice ed esperta di spionaggio. Nella sua prima apparizione nel film del 1978 Superman e nel suo sequel del 1980 Superman II, il personaggio è interpretato da Valerie Perrine, mentre nella serie Arrowverse Supergirl da Andrea Brooks e nel film DC Universe del 2025 Superman da Sara Sampaio.
Nel corso degli anni il suo cognome è stato erroneamente scritto anche "Tessmacher" o "Tesmacher".

## Biografia del personaggio

### Cinema

#### Serie di film 1978
Nel primo film di Richard Donner la signorina Eve Teschmacher, interpretata da Valerie Perrine con la voce italiana di Vittoria Febbi (Paila Pavese nell'edizione estesa), viene presentata come fidanzata e complice di Lex Luthor assieme al goffo Otis, sebbene metta spesso in discussione i piani di quest'ultimo e sia molto cinica riguardo la sua  crescente megalomania e crudeltà, tanto da decidere di tradirlo e salvare la vita di Superman dopo aver appreso che Luthor ha lanciato un missile nucleare verso la città natale di sua madre. Eve mostra inoltre un certo interesse romantico per il supereroe, baciandolo prima di liberarlo dalla Kryptonite.
Nel sequel del film, Eve fa evadere Otis e Lex di prigione per poi accompagnargli alla Fortezza della Solitudine, dove scoprono l'esistenza del trio di kryptoniani capeggiati dal Generale Zod ed intrappolati nella Zona Fantasma. Dopo tale scena, tuttavia, non viene più vista né menzionata per tutta la pellicola.

#### DC Universe

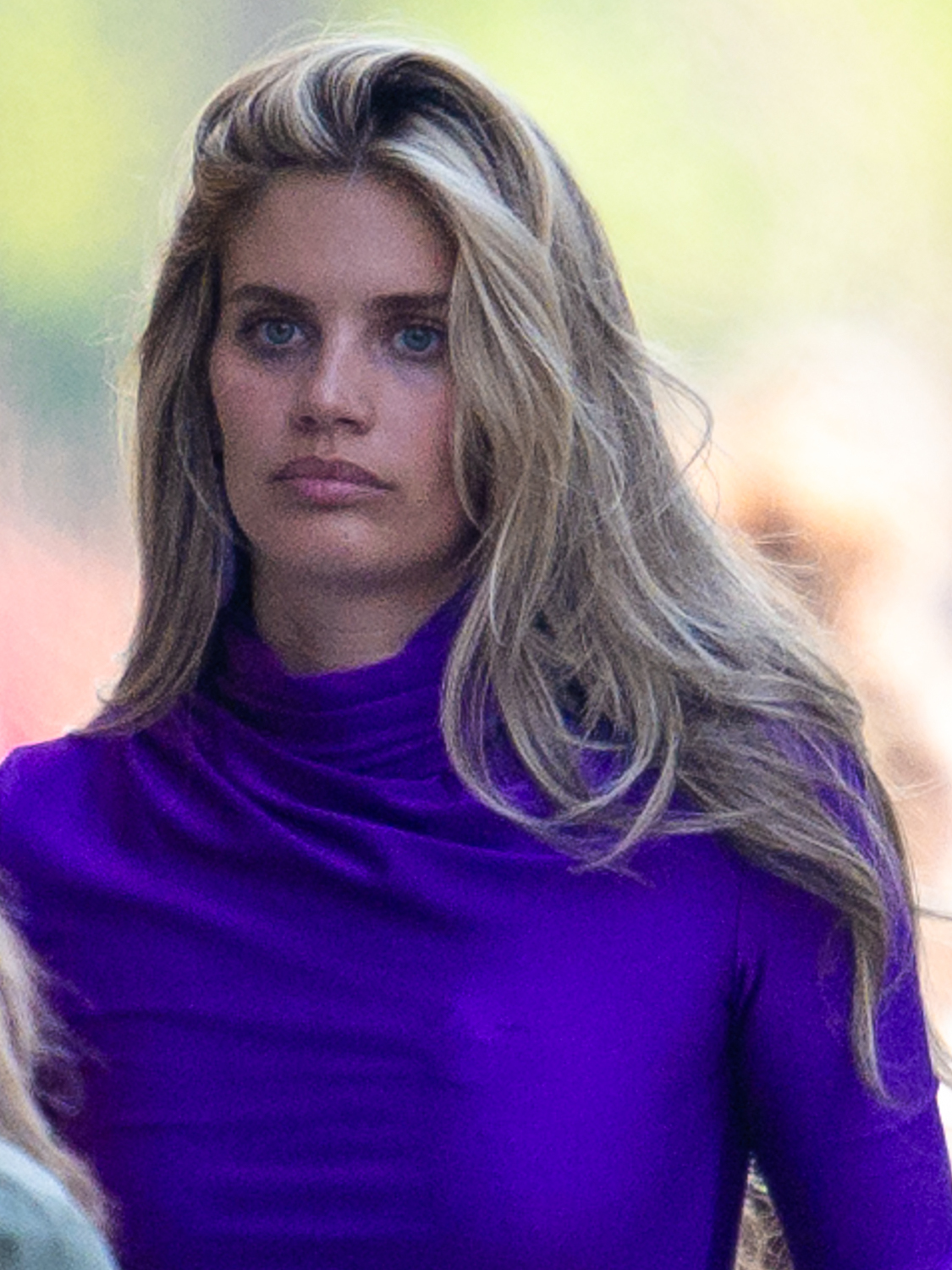
Sara Sampaio nei panni di Eve Teschmacher sul set di Superman (2025).

Eve Teschmacher, interpretata da Sara Sampaio con la voce italiana di Emanuela Ionica, compare nel franchise del DC Universe (DCU). 
- In Superman (2025)[7] è un'influencer della LuthorCorp che, stanca della relazione abusante con Lex ed infatuata di Jimmy Olsen, lo aiuta ad incastrare il miliardario fornendo le prove della cospirazione ordita per favorire la guerra tra Boravia e Jarhanpur, motivo per cui Luthor la punisce rinchiudendola in un universo tasca, da cui viene però in seguito liberata ricongiungendosi a Jimmy.

### Universo DC

#### Biografia del personaggio
Nata a Metropolis, New York, Eve Teschmacher ha servito in un imprecisato corpo militare prima di diventare l'assistente personale, pilota e spia di Lex Luthor. Dopo aver riportato alla luce una capsula del tempo del trisavolo di Luthor che riporta alla luce una connessione tra la famiglia di quest'ultimo e quella di Jimmy Olsen risalente alla fondazione stessa di Metropolis, la donna viene incaricata di indagare dal suo capo, arrivando ad incastrare per omicidio Jimmy pur di impedirgli di mettersi sulla sua stessa pista sebbene in seguito faccia cadere le accuse portando al suo rilascio e gli riveli della parentela segreta che ha scoperto tra lui e Luthor così da dare nuovi stimoli d'inimicizia alla mente di quest'ultimo.

#### Poteri e abilità
Eve Teschmacher è una grande esperta di combattimento corpo a corpo ed una spia dotata di capacità d'infiltrazione fuori dal comune e in grado di pilotare numerose tipologie di veicoli sia di terra che d'aria oltre ad essere un'esperta nell'utilizzo delle armi da fuoco.

## Concezione e sviluppo
Introdotta nel film Superman (1978), come personaggio secondario originale, col passare degli anni Eve Teschmacher è stata oggetto di analisi accademiche per poi venire introdotta nei fumetti, a oltre vent'anni dalla suo debutto, facendo un cameo nella graphic novel di Grant Morrison JLA: Terra 2, del settembre 2000. Successivamente il personaggio è apparso in varie miniserie slegate dalla continuity principale, nonché in Superman Returns: Prequel Comics n. 3 (21 giugno 2006), che ripercorre, tramite i ricordi di Luthor, gli eventi dei primi due film di Donner, sebbene in Superman Returns Eve venga sostituits da un nuovo personaggio ispirato a lei, Kitty Kowalski.
Successivamente a Rinascita Eve compare ufficialmente nell'universo narrativo principale DC Comics come comprimaria del secondo volume di Superman's Pal, Jimmy Olsen (settembre 2019-2020).

## Altri media

### Fumetti
- Nella miniserie Superman: Red Son, la signorina Teschmacher è la segretaria personale di Lex Luthor.
- Il personaggio è comparso nel terzo albo del prequel a fumetti di Superman Returns, pubblicato il 21 giugno 2006.
- Eve Teschmacher appare in chiave ricorrente nella serie del 2012 rivolta ai bambini Superman Family Adventures.[16][17]

### Televisione
- Nella serie televisiva Smallville il personaggio di Tess Mercer, interpretato da Cassidy Freeman, è basato, sebbene solo parzialmente e principalmente per il nome, su Eve Teschmacher.[18]
- Nell'Arrowverse Eve Teschmacher, interpretata da Andrea Brooks con la voce italiana di Monica Volpe, è un personaggio ricorrente inizialmente introdotto in Supergirl come assistente personale alla CatCo prima di Cat Grant, poi di Jimmy Olsen e infine di Lena Luthor salvo rivelarsi, nella quarta stagione, una spia al servizio di Lex Luthor follemente innamorata di lui, nonché una triplogiochista affiliata all'organizzazione criminale nota come Leviathan. Dopo Crisi sulle Terre infinite la vita di Eve viene riscritta e, nel nuovo universo, ha lavorato per Leviathan e poi per Lex sotto coercizione e, dopo che Supergirl mette al sicuro i suoi cari, accetta di testimoniare contro di lui.[19]
  - Brooks interpreta Eve Teschmacher anche in un episodio della terza stagione di The Flash.